# Перепеляче
Перепеля́че — село у Синельниківському районі Дніпропетровської області. Входить до складу Васильківської селищної громади. Населення становить 9 осіб. Колишній орган місцевого самоврядування - Павлівська сільська рада.

## Історія
12 червня 2020 року, відповідно до розпорядження Кабінету Міністрів України № 709-р від «Про визначення адміністративних центрів та затвердження територій територіальних громад Дніпропетровської області», увійшло до складу Васильківської селищної громади.
19 липня 2020 року, в результаті адміністративно-територіальної реформи і ліквідації Васильківського району, село увійшло до складу новоутвореного Синельниківського району.

## Географія
Село Перепеляче розташоване на півдні Синельниківського району на річці Верхня Терса. На півдні межує з селом Новогригорівка Запорізького району Запорізької області, на сході з селом Дебальцеве, на півночі з селом Перевальське та на заході з селом Довге. Поряд проходить автомобільна дорога Т 0408.

## Населення

### Мова
Розподіл населення за рідною мовою за даними перепису 2001 року:
| Мова       | Кількість | Відсоток |
| ---------- | --------- | -------- |
| українська | 9         | 100%     |